# 諾基亞之歌
諾基亞之歌，或諾基亞音調（Nokia tune），是广泛内置于诺基亚各型号手机中的一个预设铃声，它出自19世纪西班牙音乐家弗朗西斯科·塔雷加（Francisco Tárrega）的吉他作品《华尔兹舞曲》（Gran Vals）。诺基亚手机在全球的市场占有率多年领先，最高时约达40%，因此这段旋律得以广为人知。诺基亚也将“诺基亚之歌”用以进行其品牌的宣传。

## 乐谱
在塔雷加的《华尔兹舞曲》中，“诺基亚之歌”的这段旋律在开头（14–17小节）和结尾处（142–145小节）各出现了一次。值得注意的是，诺基亚之歌对《华尔兹舞曲》有一个小改动，最后一个A比塔雷加原作中的高了八度。

## 由来
1993年，诺基亚执行副总裁安西·万约基（Anssi Vanjoki），把这首《华尔兹舞曲》介绍给同事劳里·基维宁（Lauri Kivinen），两人共同选定了其中一段，成为了后来耳熟能详的“诺基亚之歌”。

## 作为声音商标
“诺基亚之歌”於1999–2000年間被歐盟、美國及芬蘭的商標管理機構接受為註冊商標。
在台湾，“诺基亚之歌”已由中華民國經濟部智慧財產局注冊成為聲音商標（第1228260號）。中国大陆方面，随着2014年5月1日起实施的新版《中华人民共和国商标法》规定允许声音商标注册，“诺基亚之歌”已于2014年5月7日向中华人民共和国国家工商行政管理总局商标局提交商标注册申请（注册号：14515370）。香港方面，“诺基亚之歌”已由香港知识产权署注冊成為聲音商標（注册号：300278299AB）。

## 出现及演绎
诺基亚之歌可以频繁听到，还产生了由诺基亚之歌衍生出来的作品。

### 影视节目
诺基亚的这个铃声可以在很多影视作品中听到，有代表性的如《特務A》，Medium，《辛普森一家大电影》《真爱至上》等。
- 在《杀死比尔》（2003年）中，这个铃声起到了联系情节的作用。
- 在 Trigger Happy TV 中，喜剧演员多姆·乔利（Dom Joly）经常带着一个夸张的巨型手机，诺基亚音调响起，他便以夸张的音量大声讲电话，喜剧效果十足。
- 播客 this WEEK in TECH 中，主播利奥·拉波特（Leo Laporte）在节目最后的主题曲中把诺基亚之歌唱了出来。[5]

### 音乐
- Solid Gold Chartbusters1999年的"I Wanna 1-2-1 With You"中，出现了诺基亚音调。
- 2004年，诺基亚音调被用在音乐剧 Altar Boyz 的一首歌"The Calling"中。
- 2006年，法裔加拿大钢琴家马克-安德烈·哈梅林在一次音乐会的返场表演中根据诺基亚音调即兴演奏了一段作品，"Valse Irritation"，有弗朗西斯·普朗克（Francis Poulenc）的风格。
- 2006年，以色列诺基亚推出了一个“诺基亚音乐领袖”（Nokia Music leader（页面存档备份，存于））竞赛，鼓励年轻的电子音乐人根据诺基亚音调进行创作。
- 2008年，洪億展改編成管弦樂版本及鋼琴版本（页面存档备份，存于）
- 此外还有Vincent Lo创作的一首赋格（opus 31, "Nokia Fugue"）等。

### 其他
- 一个曾在年轻人中流行的手机铃声是恶搞诺基亚之歌的，铃声开始时是正常的诺基亚之歌，但到后来越放越慢，形成一种卡带机突然电量不足的效果。
- 在诺基亚 6630手机的一个电视广告中，塔雷加的《华尔兹舞曲》被用作背景音乐，而在最后，广告中的小孩用钢琴弹出了“诺基亚音调”。[6]

### 在Linux中用蜂鸣器播放
通过"beep"（页面存档备份，存于）程序，诺基亚之歌可以在Linux系统中用电脑蜂鸣器播放出来，只需要输入以下代码
beep -f 659 -l 125 -n -f 587 -l 125 -n -f 367 -l 250 -n -f 415 -l 250 -n -f 554 -l 125 -n -f 494 -l 125 -n -f 294 -l 250 -n -f 330 -l 250 -n -f 494 -l 125 -n -f 440 -l 125 -n -f 277 -l 250 -n -f 330 -l 250 -n -f 440 -l 500 

### Gran Vals 的試聽
- MIDI版《华尔兹舞曲》（页面存档备份，存于）
- SoundClick song info: Valse Grande by Allar Plays Tarrega - Music by Francisco Tarrega played by Allar